# Hardship Red
El Hardship Red es un equipo de exhibición aérea del Componente Aéreo Belga que usa cuatro entrenadores turbohélice Aermacchi SF.260 para sus demostraciones de vuelo. Fue creado en 2008, aunque hasta el año siguiente no recibió su nombre.

## Aviones utilizados
| Avión            | Número | Periodo           |
| ---------------- | ------ | ----------------- |
| Aermacchi SF.260 | 4      | 2008 — actualidad |